# Elvir Hadžić
Elvir Hadžić (* 18. Jänner 1999 in Cazin) ist ein bosnisch-österreichischer Fußballspieler.

## Karriere
Hadžić begann seine Karriere bei der SV Ried, bei der bis zur U-18-Mannschaft der Akademie sämtliche Altersstufen durchlief. In der Winterpause der Saison 2016/17 wechselte er nach Ungarn zur Zweitmannschaft des Videoton FC, der 2018 in Vidi FC umbenannt wurde.
Im Februar 2018 stand er gegen Vasas Budapest erstmals im Profikader des Vereins. Im April 2018 debütierte in der Nemzeti Bajnokság, als er am 26. Spieltag der Saison 2017/18 gegen Mezőkövesd-Zsóry SE in der 86. Minute für Máté Pátkai eingewechselt wurde. Am 33. Spieltag stand er gegen den Diósgyőri VTK erstmals in der Startelf, ehe er in der 73. Minute durch Bálint Szabó ersetzt wurde. Zu Saisonende wurde er mit Videoton ungarischer Meister. In der Saison 2018/19 kam er nur zu einem Einsatz.
Im August 2019 kehrte er nach Österreich zurück und wechselte zum Zweitligisten FC Dornbirn 1913, bei dem er einen bis Juni 2020 laufenden Vertrag erhielt. Nach seinem Vertragsende wechselte er zur Saison 2020/21 zum Regionalligisten WSC Hertha Wels. Für die Hertha kam er zu elf Einsätzen in der Regionalliga.
Zur Saison 2021/22 wechselte er innerhalb von Wels zum Ligakonkurrenten FC Wels und nach zwei Jahren weiter zum SK Bad Wimsbach 1933, bei dem er seitdem sporadisch zum Einsatz kommt (Stand: Mai 2025).

## Persönliches
Sein Bruder Anel (* 1989) ist ebenfalls Fußballspieler.
Demir Hadžić (* 1998), der Cousin der beiden, ist ebenfalls Fußballspieler, brachte es als solcher jedoch nicht über den Amateurbereich hinaus.

## Erfolge
MOL Vidi FC
- Ungarischer Meister: 2017/18

Ungarischer Pokalsieger 18/19